# Jessica Zelinka
Jessica Zelinka est née le 3 septembre 1981 à London (Ontario) est une athlète canadienne spécialiste de l'heptathlon.

## Palmarès
| Date | Compétition                   | Lieu           | Résultat | Épreuve     | Points  |
| ---- | ----------------------------- | -------------- | -------- | ----------- | ------- |
| 2000 | Championnats du monde juniors | Santiago       | 5e       | Heptathlon  | 5 688   |
| 2005 | Championnats du monde         | Helsinki       | 11e      | Heptathlon  | 6 097   |
| 2007 | Jeux panaméricains            | Rio de Janeiro | 1re      | Heptathlon  | 6 136   |
| 2008 | Jeux olympiques               | Pékin          | 4e       | Heptathlon  | 6 490   |
| 2010 | Décastar                      | Talence        | 2e       | Heptathlon  | 6 204   |
| 2010 | Jeux du Commonwealth          | New Delhi      | 2e       | Heptathlon  | 6 100   |
| 2011 | Championnats du monde         | Daegu          | 8e       | Heptathlon  | 6 268   |
| 2011 | Décastar                      | Talence        | 3e       | Heptathlon  | 6 296   |
| 2012 | Jeux olympiques               | Londres        | 6e       | 100 m haies | 12 s 69 |
| 2012 | Jeux olympiques               | Londres        | 5e       | Heptathlon  | 6 480   |
| 2014 | Multistars                    | Florence       | 3e       | Heptathlon  | 5 853   |
| 2014 | Jeux du Commonwealth          | Glasgow        | 2e       | Heptathlon  | 6 270   |

## Records
| Épreuve    | Performance | Lieu     | Date            |
| ---------- | ----------- | -------- | --------------- |
| Heptathlon | 6 490 pts   | Pékin    | 18 août 2008    |
| Pentathlon | 4 386 pts   | Winnipeg | 23 février 2002 |